# Église Saint-Étienne de Lacanche
Pour les articles homonymes, voir Église Saint-Étienne et Saint-Étienne (homonymie).
L'église Saint-Étienne est une église catholique située à Lacanche, dans le département de la Côte-d'Or, en France.

## Historique
L'église néo-classique a été édifiée entre 1841 et 1843, offerte au village jusqu'alors sans église par Jeanne Cros-Caumartin et consacrée le 24 septembre 1844 par François Victor Rivet, évêque de Dijon.
Une rénovation intérieure de l'église a été entreprise en juillet 2017.

## Description
Traitées en trompe l’œil sur l’ensemble des murs et voûtes de la nef et de l’abside et inspirées en partie de L’adoration des bergers de François Boucher, peint en 1750, les peintures murales sont l'œuvre de J.B. Bertoletti et les trois vitraux de l'atelier Champigneulle.

## Protection
L'église Saint-Étienne est inscrite au titre des monuments historiques en 1991 et classée en 1994 pour les décors intérieurs.